# Kris Pohlmann

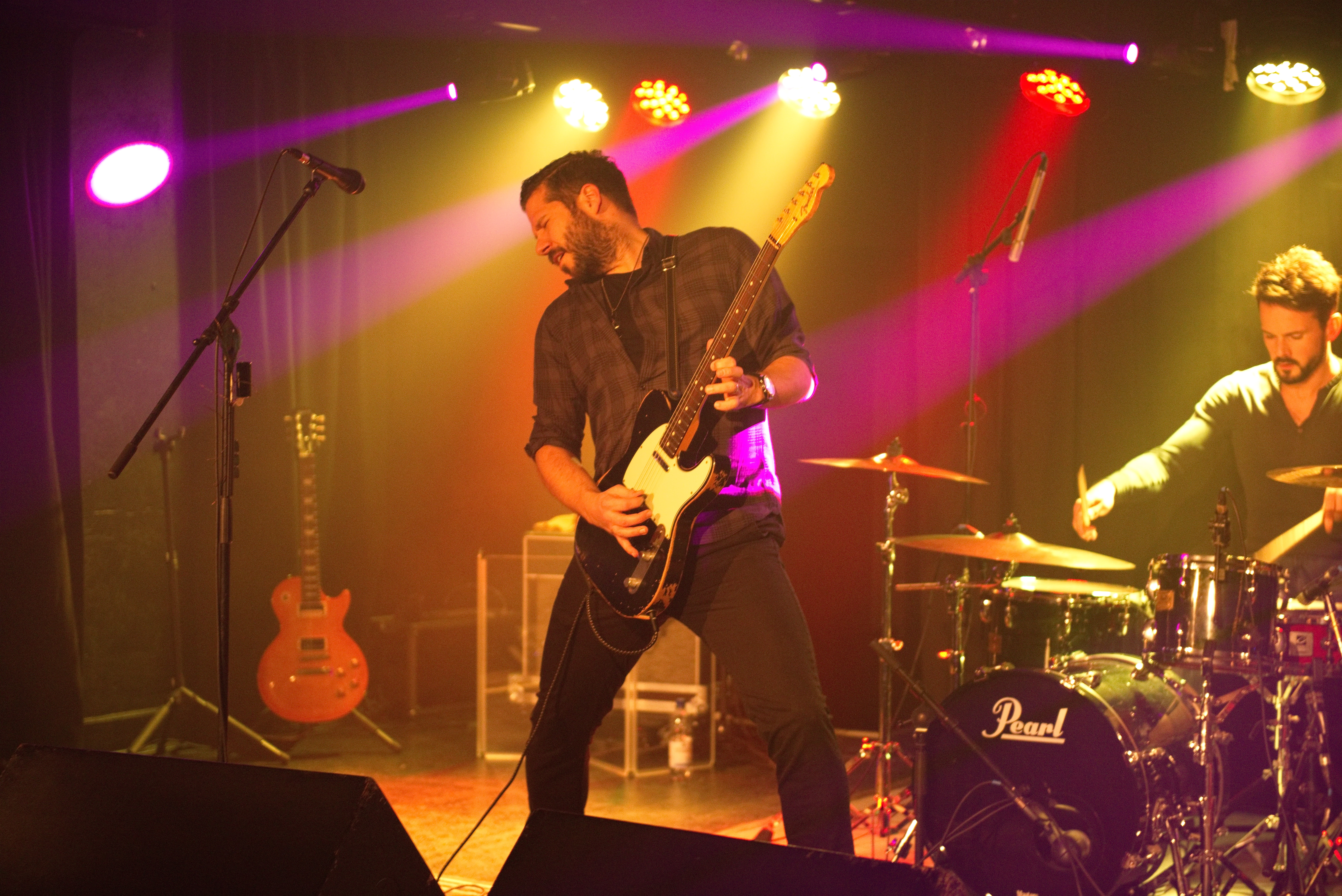
Kris Pohlmann (2016)

Kris Pohlmann (* 16. Mai 1977) ist ein britisch-deutscher Bluesrock-Musiker.

## Leben
Kris Pohlmann wurde 1977 in der Nähe von London als Sohn eines Deutschen und einer Engländerin im Vereinigten Königreich geboren. Anfang der 1990er Jahre wurde er als Fünfzehnjähriger von der Musik von Status Quo inspiriert, Gitarre zu spielen. Daneben war es auch die Musik von ZZ Top, Free und Cream, die ihn in seiner Jugend begeisterte. Zum Blues kam er, als er auf die Musik von Stevie Ray Vaughan aufmerksam wurde. Weiteren Einfluss hatte auf ihn die Musik von Freddie King, Albert King, Rory Gallagher und Jeff Healey, und vor allem die von Gary Moore, der sein großes Vorbild wurde.
Ende der 1990er Jahre verlegte Pohlmann mit 22 Jahren seinen Wohnsitz nach Deutschland, wo er seitdem lebt. 2003 begann er, eigene Songs zu schreiben. Zwei Jahre später, 2005, gründete er seine erste Band.
Mit dem Bassisten Warren Richardson und dem Schlagzeuger Elmar Stolley formierte sich die Kris Pohlmann Band. Sie absolvierten mehrere Auftritte und machten den Support unter anderem für den amerikanischen Blues-Rock-Gitarristen Eric Gales und Nine Below Zero. 2009 nahm die Band ihr erstes Musikalbum „New Resolution“ auf, das am 23. Februar 2010 veröffentlicht wurde. Am 24. Januar 2012 folgte das zweite Album „One For Sorrow“. Das Trio tourte und spielte im Mai 2013 unter anderem auf dem Highlands Festival in Amersfoort (Niederlande), neben Bands und Musikern wie Ten Years After, Ryan McGarvey und Pat Travers.

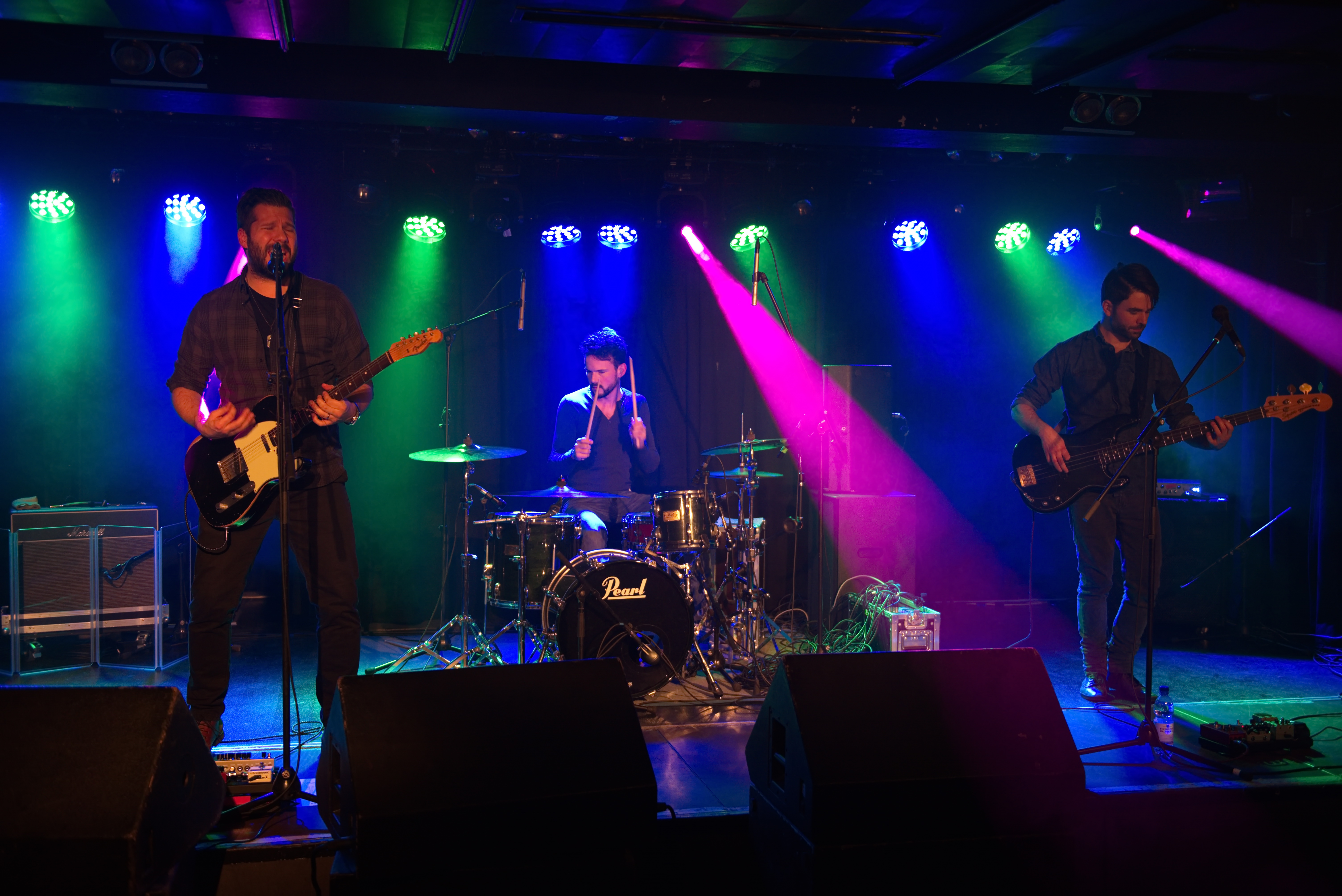
Kris Pohlmann mit Daniel Guthausen und Dennis Bowens (2016)

Im Frühjahr 2013 zeichnete sich ab, dass Richardson die Band nach acht Jahren aus beruflichen Gründen verlassen würde. Pohlmann entschied sich, die Band aufzulösen und fortan als Solokünstler zu arbeiten. Mit diesem Schritt entwickelte er seine Musik in eine härtere und rockigere Art. Mit seinem langjährigen Produzenten Thomas Hannes beschloss Pohlmann im Sommer 2013, ein durch die 1970er Jahre beeinflusstes Rock-Album zu schreiben. Als Begleitmusiker fand er den Ex-Henrik-Freischlader-Schlagzeuger Daniel Guthausen und den jungen Bassisten Dennis Bowens.
Am 16. Januar 2015 wurde sein Album „Taylor Road“ von Black Penny Records veröffentlicht.
Pohlmann studierte Informatik und absolvierte ein Auslandsstudienjahr in Aachen. Seine erste Anstellung fand er als IT-Berater in Düsseldorf. Stand 2016 ist er als Projektmanager bei einem internationalen IT-Konzern in Düsseldorf tätig. Er hat dort seinen Wohnsitz und ist mit einer Britin verheiratet.

## Alben
Als Kris Pohlmann Band
- 2010 – New Resolution
- 2012 – One for Sorrow

Als Kris Pohlmann
- 2015 – Taylor Road
- 2016 – 10 Years Live
- 2018 – Feel Like Going Home

## Auszeichnungen
- 2006 – Deutscher Rock & Pop Preis (in Duisburg)[4]
- 2009 – „Beste Blues Band“ (Deutscher Rockmusik Verband)[2]
- 2012 – „Bester Sänger“, „Beste Blues Band“, „Bester Song“ und „Bestes Album“ (Deutscher Rockmusik Verband)[2]